# Хану (цар на Асирия)
Хану (на акадски: 𒄩𒉡𒌑 или Ḫa-nu-ú) е десети цар на Асирия, от династията на „17 царе, които живели в палатки“. Той наследява трона от Дидану. Управлява в периода 2296 – 2283 пр.н.е.